# Philobals
Les philobals est le nom d'une société festive et carnavalesque parisienne à l'histoire comique et éphémère.

## Histoire des philobals
Un ouvrage anonyme parut en 1842 nous la raconte :

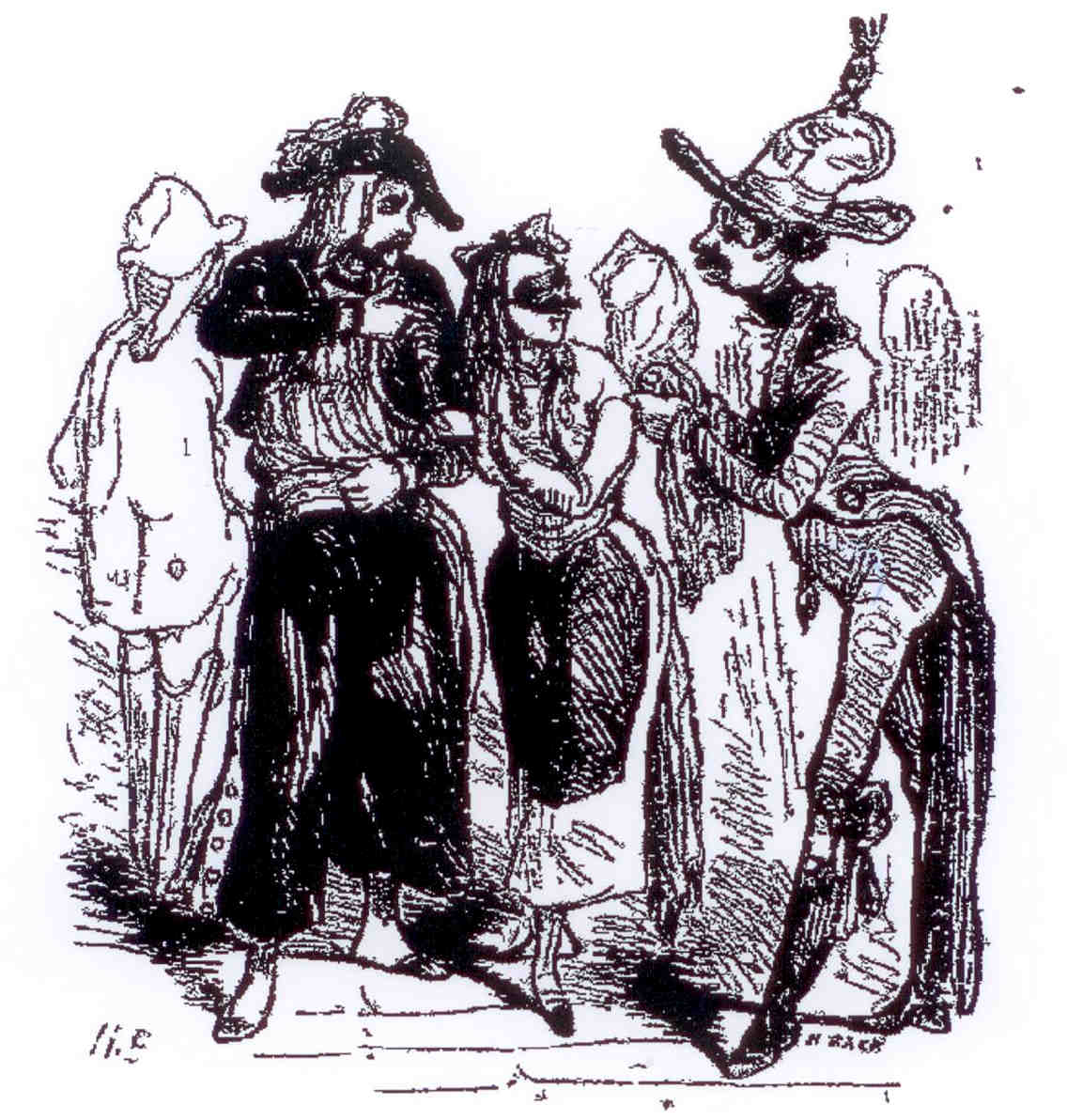
Dessin illustratif de Henri Emy.

C'est une grande affaire pour une société que de se choisir un nom !
J'ai connu de charmants garçons, sortis tout fraichement du collège, qui s'étaient mis en tête de former une société de viveurs. Pourquoi pas ?
C'étaient des jeunes gens riches : les premiers fonds furent bientôt faits ; il ne fut plus question que de se donner un nom. Le grand conseil s'assemble : on discute, on crie, l'on boit, l'on fume, et le nom n'est pas trouvé.
Enfin, l'un d'eux se lève :
— Par la sambleu ! dit-il en se donnant des allures de roué, j'ai trouvé notre nom...
— Voyons ! voyons ! s'écrie-t-on de toutes parts.
— Philobals !... Hein ?... qu'en dites-vous, mes maîtres ? Tiré du grec, rien que cela !... Philos, ami... ami des bals.
— Divin ! charmant ! mirobolant !
Le nom est adopté. — Ces rhétoriciens mettent du rudiment dans tout. — Il faut l'illustrer maintenant, et chacun se promet d'y travailler au premier bal. Ils prennent tous un costume pareil, et écrivent l'ingénieuse dénomination sur leur chapeau.
Leur entrée produit le plus grand effet. Bientôt ils sont accablés de questions, ce qui leur procure l'agrément de faire valoir leur science...
— C'est tiré du grec, mademoiselle ; cela veut dire : ami des bals... Philos, ami ; génitif : philou.....
Le malheureux génitif, répété plus de cinq cents fois par chacun, attire sur nos philobals les regards d'une police éclairée.... mais qui n'est pas forcée de savoir le grec. Cependant, un d'eux veut illustrer la société par un coup d'éclat. Il avise un débardeur femelle des plus coquets, air déluré  ; il s'avance hardiment, et lui prend un bras, sans se soucier d'un débardeur mâle qui tenait l'autre.
— Joli débardeur, je veux danser avec toi, ou je fais un malheur.
— Retenez donc c't hanneton, il va casser quelque chose, reprend le possesseur de l'autre bras. Dis donc, monsieur, est-ce que tu ne vois pas que je suis là ?
— Qu'est-ce que ça me fait ;... je veux danser avec elle. Je suis philobal, que diable !
— Ah ! c'est différent ;... il est philobal.... Eh bien, cadet, file au bal, et promptement, ou je te sers quelque chose... sans bain de pied !
Le mot fait rire ; il passe de bouche en bouche, et bientôt la superbe, la scientifique dénomination devient si ridicule, que les membres, éperdus, prennent la fuite au milieu des éclats de rire.
De ce jour, il ne fut plus question entre eux de société.